# Казахстанска академия на науките
Казахстанската академия на науките (официално име Национална академия на науките на Република Казахстан) е основната научна институция в Казахстан. Академията е открита през 1946 година.
Основните ѝ дейности са научни изследвания, анализи и предавания за развитието на науката и др.
От 2003 година директор на академията е Мурат Журинов.